# Hermann Kutschera

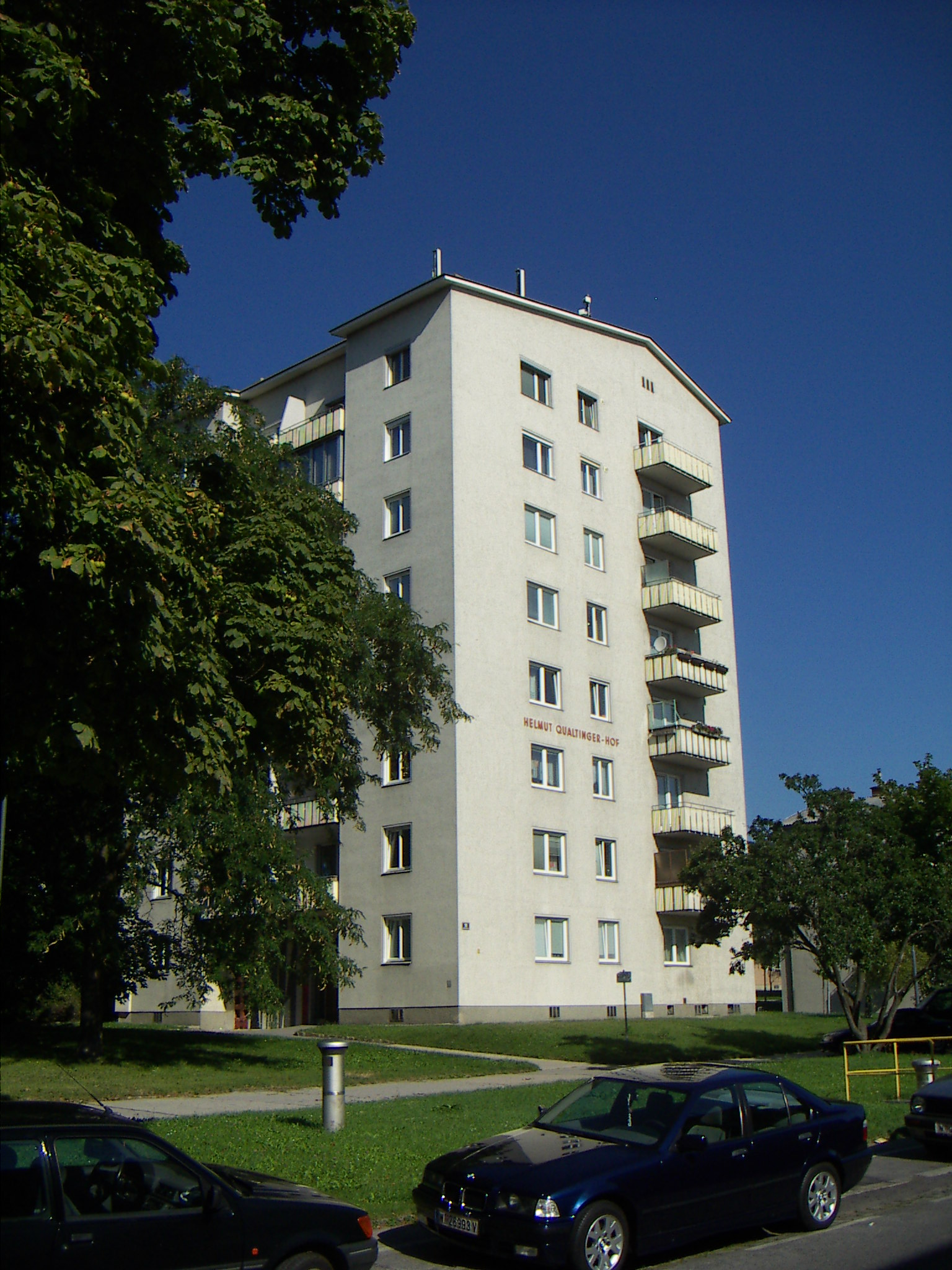
Helmut-Qualtinger-Hof, Wenen, 1958–1959

Hermann Kutschera (Wenen, 27 april 1903 - 4 november 1991) was een Oostenrijkse architect.

## Biografie
De Oostenrijkse architect Hermann Kutschera studeerde architectuur in München en Wenen en werd later benoemd tot hoogleraar in Wenen. Hij won de gouden medaille op de Olympische Spelen van Berlijn in 1936 in de kunstwedstrijden in de categorie Architectonische ontwerpen met zijn werk Ski Jumping Stadium ("Sprungschanze mit Stadion" / "Skispringen met stadion"). Hoewel het de gouden medaille verdiende, werd het nooit gebouwd en gingen de plannen verloren tijdens de Tweede Wereldoorlog. Niettemin werden zijn ideeën later gerealiseerd in verschillende schansspringstadions. Kutschera was later een van de architecten van de Wiener Stadthalle binnenarena en de luchthaven Wien-Schwechat. Hij was een liefhebber van zowel skiën als langlaufen op recreatief niveau en was daarom vaak in de bergen te vinden.